# Valhalla (krater)
För andra betydelser, se Valhall (olika betydelser).
Valhalla är den största kratern på Jupiters måne Callisto. Valhalla har en ljus central region som är 600 km i diameter och koncentriska ringar som sträcker ut sig ungefär 3 000 km runt det ljusa området. Ringen kan ha bildats när ett slaskigt material rört sig mot mitten efter nedslaget. Namnet kommer från asatrons Valhalla.